# CSM Cetatea Turnu Măgurele
Clubul Sportiv Municipal Cetatea Turnu Măgurele, cunoscut sub numele de Cetatea Turnu Măgurele, este un club de fotbal din Turnu Măgurele, județul Teleorman, România, care evoluează în prezent în Liga a III-a.
Echipa a fost înființată în 1962 sub numele de Chimia Turnu Măgurele și până în 1990 a fost susținută financiar de combinatul chimic local. După Revoluția Română, clubul a fost într-o luptă aproape constantă pentru supraviețuire, schimbându-și de câteva ori numele, precum și proprietatea.
După 20 de ani de luptă, în care clubul făcea echilibru între nivelul al treilea ( Liga III ) și cel al patrulea ( Liga IV ), în 2010 a intrat pe un „drum neglijent”, cu finanțele tăiate de mai multe ori și evitarea în ultimul moment de la faliment. În cele din urmă, clubul a fost dizolvat în 2013, când patronii săi, Mihai Ionescu și Primăria Turnu Măgurele au refuzat să continue finanțarea. De atunci, moștenirea fotbalistică a lui Turnu Măgurele a fost continuată inițial de Sporting Turnu Măgurele, apoi de Turris-Oltul Turnu Măgurele, ambele entități private. „Noul Turris” a realizat din nou treapta secundă în 2019, prima prezență a orașului la acel nivel din 1984, când Chimia reprezenta orașul de lângă Dunăre .
În vara lui 2021, după dizolvarea Turris-Oltul Turnu Măgurele, Primăria Turnu Măgurele a reînviat vechiul club, CS Dunărea Turris Turnu Măgurele și a înscris echipa în Liga a IV -a. 

## Istorie

### Primii ani și ascensiunea (1962–1992)
După vremuri în care în orașul Turnu Măgurele s-au înființat multe echipe (de remarcat printre acestea Oltul Turnu Măgurele și Dinamo Turnu Măgurele ), în 1962 s-a decis înființarea unei echipe principale, moment în care a luat ființă Chimia Turnu Măgurele (club de fotbal care a fost înființată în parteneriat cu combinatul chimic al orașului, după obiceiul comunist de a lega echipele cu cele mai importante industrii din zonă).
După câțiva ani în Campionatul Regional, la finalul sezonului 1966–67 s-a realizat prima promovare în Divizia C. În primul sezon, Chimia s-a clasat pe locul 6, apoi pe locul 9 ( 1968–69⁠(d) ) și din nou pe locul 6 la sfârșitul ediției 1969–70⁠(d) . În 1970, Chimia a început să urce pe primele poziții ale clasamentului, pe locul 3 ( 1970–71⁠(d) și 1971–72⁠(d) ), apoi pe locul 5 ( 1972–73⁠(d) ) și, în cele din urmă, a terminat pe locul secund la sfârșitul sezonului 1973–74⁠(d).  După acel al doilea loc, conducerea a înțeles că Chimia este pregătită să promoveze din această divizie și, prin urmare, după ce a format un lot bun în sezonul 1974–75⁠(d), s-a obținut prima promovare în Divizia B, promovare istorică care a fost sărbătorită de întregul oraș.  Lotul care a promovat în 1975 a fost condus de Gheorghe Fusulan și format din următorii jucători: Cojoacă, Zîmbrea, Zavera, Șcheau, Dragole, Pîrvu, Stoichiță, Domnișoru, Solomon, Meiroșu, Sardu, Radu, Rusu, Ceangîru, Roatămoale, Ciotec, Dumitru Chioțea, Cărbunaru, Popa, Dobre și Penuș.
Primul sezon în Divizia B ( 1976–77 ), s-a încheiat cu un loc 9, urmat de un loc 12 în sezonul următor, apoi un loc 10 ( 1977–78 ) și un loc 14 ( 1978–79 ), cu un evitarea dramatică a retrogradării în acel moment. Această supraviețuire din ultimă rundă a fost de fapt semnul că lotul nu era pe un drum bun, iar retrogradarea a venit sezonul următor ( 1979–80 ), când Chimia s-a clasat doar pe locul 17. 
Reveniți în Divizia C, turnenii au fost hotărâți să revină cât mai repede în gradul doi iar după trei sezoane au obținut o nouă promovare în Divizia B . Echipa din 1983 a Chimiei a fost condusă de Gheorghe Costinescu și a inclus următorii fotbaliști: Zariosu, Titirică, Ștefan, Potîng, Doncea, Văduva, Cristea, Bogheci, Bădăluță, Vlădescu, Bastardu, Zaharia, Iliescu, B. Nica, Ionescu, I. Nica, Huțan, Neațu, Dimirache, Chivu, Cîrjan, Ceatean, Bartales⁠(d), C. Zamfir, Cochiță, Dumitrache și Cărbunaru. După doar un sezon în anticamera top-figh-ului românesc, echipa de lângă Dunăre a retrogradat din nou, de data aceasta ca cea mai slabă echipă, ocupând ultimul loc.
După retrogradare, Chimia Turnu Măgurele a jucat constant la nivelul etajului al treilea și s-a clasat pe locul 8 (1984–85), pe locul 4 (1985–86, 1986–87 și 1990–91) pe locul 5 (1987–88), pe locul 14 (1988–). 89), al 11-lea (1989–90) și al 12-lea (1991–92).  După acest ultim clasament, echipa cu sediul la Turnu Măgurele a retrogradat în Divizia D, pentru prima dată în ultimii 25 de ani.

### Lupta (1992–2010)
În anii 1990, Chimia a jucat mai ales la nivelul etajului al patrulea, schimbându-și și numele din Chimia Turnu Măgurele în Electro-Turris Turnu Măgurele. La sfârșitul sezonului 1997–98, teleormănenii au obținut o nouă promovare în Divizia C, după ce au fost încoronați ca campioni ai județului Teleorman și au câștigat ulterior un play-off de promovare.
După trei sezoane fără rezultate notabile și schimbarea unui nou nume, de data aceasta de la Electro-Turris Turnu Măgurele la Turris Turnu Măgurele, echipa a retrogradat din nou în Ligile Județene (nivelul 4).  În Divizia D, Turris a petrecut doar un sezon, devenind campioană județeană și apoi a câștigat play-off-ul pentru promovare în Divizia C. Această echipă este amintită și ca „echipa record” întrucât pe lângă titlul de campioană județeană și titlul de echipă promovată, în urma barajelor de promovare, a mai adunat victoria în turul preliminar (Turnul județean) a României . cupa .
În următoarele patru sezoane petrecute la nivelul celui de-al treilea nivel, în care echipa a obținut următoarele clasamente: pe locul 12 ( 2002–03 ), pe locul 4 (2003–04), pe locul 9 (2004–05) și pe locul 13 (2005–06), a retrogradat din nou.  După un sezon în Liga a IV -a, Turris a promovat din nou, dar a retrogradat după un singur sezon, confirmându-și statutul din ultimii 20 de ani, de echipă la granița dintre gradul al treilea și al patrulea.
În următoarele două sezoane ale Ligii IV, echipa a adăugat la numele său, denumirea Dunărea, dar după un sezon 2008–09 foarte slab, în care clubul din Sudul României s-a clasat pe locul 12, a câștigat din nou divizia a patra, după o luptă grea împotriva Metalului Peretu. După ce a câștigat etapa județeană, Turris a câștigat barajul pentru promovarea în Liga a III -a împotriva învingătoarei Ligii Județene Dolj, CS Sopot, scor 2–1, promovând apoi pentru altă dată în divizia a treia. Partida de promovare, însă, a fost distrusă inițial de contestația CS Sopot pentru o presupusă neregulă de apartenență a unui jucător Turris, contestație acceptată inițial, dar apoi respinsă de comisia de disciplină a FRF care a confirmat promovarea în Liga a III -a a lui Turris. 
Pentru Dunărea Turris, vara lui 2010 a fost una „foarte fierbinte” întrucât vechii investitori nu au reușit să găsească mai multe fonduri pentru a susține echipa care risca falimentul.  Când totul părea pierdut, însă, Mihai Ionescu, un om de afaceri din Turnu Măgurele, a cumpărat clubul și a semnat jucători noi, precum și un nou manager, în persoana lui Daniel Sava. 
Pe 14 septembrie 2010, Mihai Ionescu l-a demis pe Daniel Sava după doar un punct în trei jocuri și l-a înlocuit cu Dumitru Bolborea .  Odată cu această schimbare a staff-ului tehnic, echipa a reușit să iasă din partea de jos a tabelului și a încheiat campionatul pe locul 11.
Al doilea sezon din Liga a III -a, sub conducerea lui Ionescu, a început cu obiectivul oficial de a termina pe locul de promovare iar în primele cinci etape ale campionatului echipa a reușit să rămână în frunte, urmată de CS Buftea și Conpet Ploiești . . Înainte de pauză de iarnă situația s-a schimbat dramatic în relația dintre Ionescu și primarul orașului și în a doua parte a sezonului Dunărea a coborât la mijlocul tabelului. Ulterior, Mihai Ionescu a anunțat retragerea echipei din Liga a III -a.  Sezonul 2012–13 a fost ultimul pentru Dunărea Turris Turnu Măgurele, abandonat de autoritățile locale și de investitorii săi, clubul fiind desființat după un sezon dezastruos. 

### Un nou început (2021-)
În vara lui 2021, după dizolvarea Turris-Oltul Turnu Măgurele, Primăria Turnu Măgurele a reînviat vechiul club, CS Dunărea Turris Turnu Măgurele și a înscris echipa în Liga a IV-a. 
Costin Lazăr, fost jucător al Sportului Studențesc, Rapid București sau PAOK, printre alții, a fost numit antrenor principal pentru sezonul 2021–22, iar Dunărea Turris a câștigat Liga a IV-a Județul Teleorman calificându-se în play-off-ul de promovare în Liga a III-a .  
Pe 25 iunie 2022, Dunărea Turris reușește promovarea in  Liga a III-a, in fața campioanei județene a județului Dâmbovița, Roberto Ziduri. 
În vara anului 2022, odată cu promovarea în treapta a treia a sistemului fotbalistic românesc, echipa antrenată de Costin Lazăr a oficializat schimbarea numelui în CSM Cetatea Turnu Măgurele.

## Foste denumiri
| Nume                          | Perioadă     |
| ----------------------------- | ------------ |
| Chimia Turnu Măgurele         | 1962–1992    |
| Electro-Turris Turnu Măgurele | 1992–2000    |
| Turris Turnu Măgurele         | 2000–2009    |
| Dunărea Turris Turnu Măgurele | 2009-2022    |
| Cetatea Turnu Măgurele        | 2022–Prezent |

## Palmares
Liga a III-a
- Câștigători (2): 1974–75, 1982–83
- Locul al doilea (1): 1973–74

Liga IV – Județul Teleorman
- Câștigători (5): 1997–98, 2001–02, 2006–07, 2009–10, 2021–22